# Třebětín (Letovice)
Třebětín (německy Trebietin) je část města Letovice v okrese Blansko. Nachází se na severovýchodě Letovic. Je zde evidováno 246 adres. Trvale zde žije 827 obyvatel.
Třebětín leží v katastrálním území Třebětín u Letovic o rozloze 4,86 km2.

## Osobnosti
- Bedřich Rozehnal - architekt